# Rainbow World Tour
A Rainbow World Tour Mariah Carey amerikai énekesnő 2000-es koncertturnéja. Összesen 19 koncertből állt, melyből hatra Európában, négyre Ázsiában, kilencre Észak-Amerikában került sor.

## Története
Carey 1999 novemberében jelentette meg kilencedik, Rainbow című albumát, és úgy döntött, turnéval is népszerűsíti. Az 1993-as Music Box Tour óta – amely nem kapott kellően pozitív kritikákat – ez volt első olyan turnéja, mellyel az Egyesült Államokban is fellépett. Ezenkívül több európai országban és Szingapúrban most lépett fel először.
A Billboard magazin szerint csak az észak-amerikai koncertek 17 millió dollár bevételt hoztak, de a kritikai fogadtatás vegyes volt. Az első amerikai koncertről – melyre a Los Angeles-i Staples Centerben került sor – a Variety magazin azt írta, hogy „Mariah Carey fellépésére ráférne vagy az egyszerűség, vagy a következetesség”. A United Centerben adott koncertről – és arról, hogy Mariah először turnézott szexis fellépőruhákban – a Chicago Sun-Times azt írta, az énekesnő „Whitney-utánzatból Britney-utánzattá vált”.
A turné utolsó három koncertjét el kellett halasztani (Bostonban például április 4-ről április 13-ra), mert Carey ételmérgezést kapott az osztrigától atlantai koncertje után.
A háttérénekesek közt ott volt Trey Lorenz, Mariah régi barátja. A New York-i koncerten a Heartbreaker előadása közben meglepetésvendégként Missy Elliott is megjelent (ő a dal remixváltozatában rappel).
A torontói koncertet filmre vették és tervezték, hogy leadják egy amerikai tévécsatornán, de erre nem került sor, pedig Carey említette is a koncert közben, hogy filmre veszik.

## Dallista

### Európa
1. Intró (részletekkel a Petals és a Rainbow (Interlude) dalokból
2. Emotions
3. My All
4. Dreamlover
5. X-Girlfriend
6. Vulnerability (Interlude)
7. Against All Odds (Take a Look at Me Now)
8. Without You 1
9. Make It Happen 1
10. Thank God I Found You (Trey Lorenzzel) (részletekkel a Make It Last Remix változatból)
11. Make You Happy (Trey Lorenz dala)
12. Fantasy (Bad Boy Remix O.D.B. előre felvett rapbetétjével)
13. Always Be My Baby
14. Zenekari közjáték
15. Crybaby
16. Close My Eyes
17. Petals
18. Can’t Take That Away (Mariah’s Theme)
19. Heartbreaker (Jay-Z előre felvett rapbetétjével, részletekkel a remixváltozatból Da Brat és Missy Elliott előre felvett rapbetétjével)
20. Honey
21. Vision of Love
22. Rainbow (Interlude)
23. Hero
24. Butterfly Outro

1Madridban nem adta elő

### Ázsia/Egyesült Államok
1. Intró (részletekkel a Petals és a Rainbow (Interlude) dalokból
2. Emotions
3. My All
4. Always Be My Baby
5. Heartbreaker1 (Jay-Z előre felvett rapbetétjével, részletekkel a remixváltozatból Da Brat és Missy Elliott előre felvett rapbetétjével)
6. Dreamlover
7. X-Girlfriend
8. Against All Odds (Take a Look at Me Now)
9. Thank God I Found You (Trey Lorenzzel) (részletekkel a Make It Last Remix változatból)
10. Make You Happy (Trey Lorenz dala)
11. Fantasy (Bad Boy Remix O.D.B. előre felvett rapbetétjével)
12. Zenekari közjáték
13. Crybaby
14. Close My Eyes
15. Petals
16. Can’t Take That Away (Mariah’s Theme)
17. Honey
18. Vision of Love
19. Rainbow (Interlude)
20. Hero
21. Butterfly
22. All I Want for Christmas Is You 2

1egyes koncerteken a Can’t Take That Away után

2csak Japánban

### További dalok
1. Sweetheart (csak Belgiumban)
2. I Still Believe/Pure Imagination (Damizza Reemix) (csak Szingapúrban és Los Angelesben)

## Koncertdátumok
| Dátum             | Város                | Ország                    | Helyszín                         |
| Európa            | Európa               | Európa                    | Európa                           |
| ----------------- | -------------------- | ------------------------- | -------------------------------- |
| 2000. február 14. | Antwerpen            | Belgium                   | Sportpaleis                      |
| 2000. február 17. | Milánó               | Olaszország               | Fila Forum                       |
| 2000. február 20. | Köln                 | Németország               | Kölnarena                        |
| 2000. február 23. | Párizs               | Franciaország             | Palais Omnisports de Paris-Bercy |
| 2000. február 26. | London               | Egyesült Királyság        | Wembley Arena                    |
| 2000. február 29. | Madrid               | Spanyolország             | Palacio de Deportes              |
| Ázsia             |                      |                           |                                  |
| 2000. március 4.  | Oszaka               | Japán                     | Osaka Dome                       |
| 2000. március 7.  | Tokió                | Japán                     | Tokyo Dome                       |
| 2000. március 9.  | Tokió                | Japán                     | Tokyo Dome                       |
| 2000. március 13. | Szingapúr            | Szingapúr                 | Nemzeti Stadion                  |
| Észak-Amerika     |                      |                           |                                  |
| 2000. március 16. | Los Angeles          | Amerikai Egyesült Államok | Staples Center                   |
| 2000. március 18. | Paradise (Nevada)    | Amerikai Egyesült Államok | Thomas & Mack Center             |
| 2000. március 21. | San Jose, Kalifornia | Amerikai Egyesült Államok | San Jose Arena                   |
| 2000. március 25. | Chicago              | Amerikai Egyesült Államok | United Center                    |
| 2000. március 29. | Miami                | Amerikai Egyesült Államok | American Airlines Arena          |
| 2000. április 1.  | Atlanta              | Amerikai Egyesült Államok | Philips Arena                    |
| 2000. április 11. | New York City        | Amerikai Egyesült Államok | Madison Square Garden            |
| 2000. április 13. | Boston               | Amerikai Egyesült Államok | Fleet Center                     |
| 2000. április 18. | Toronto              | Kanada                    | Air Canada Centre                |